# Helmut Rechberger
Helmut Rechberger (* 21. Februar 1968 in Linz) ist ein österreichischer Ressourcenmanager und Universitätsprofessor an der Technischen Universität Wien. In seiner Forschung beschäftigt er sich mit der Analyse, Bewertung und Gestaltung des Anthropogenen Stoffhaushalts.

## Ausbildung und beruflicher Werdegang
Helmut Rechberger studierte nach der Matura am Bundesrealgymnasium Linz von 1986 bis 1994 Verfahrenstechnik an der Technischen Universität Wien und war anschließend als Assistent am Institut für Wassergüte und Abfallwirtschaft der TU Wien beschäftigt. Während dieser Zeit verfasste er unter der Anleitung von Prof. Paul H. Brunner seine Dissertation zum Thema Bewertung von Stoffbilanzen in der Abfallwirtschaft, in der er den Entropiebegriff aus der Informationstheorie adaptierte und auf Materialbilanzen anwendbar machte. Nach Abschluss seines Doktoratsstudiums folgte ein Forschungsjahr an der Universität Yale bei Tom Graedel, bekannt als der Vater der Industrial Ecology. 2001 wechselte er an die ETH Zürich, wo er am Lehrstuhl für Stoffhaushalt und Entsorgungstechnik bei Peter Baccini als Oberassistent tätig war. 2003 folgte Rechberger dem Ruf an die TU Wien für die damals weltweit erste Professur für Ressourcenmanagement. Seit 2010 leitet er den Forschungsbereich Abfallwirtschaft und Ressourcenmanagement an der Fakultät für Bau- und Umweltingenieurwesen, seit 2020 das Institut für Wassergüte und Ressourcenmanagement.

## Auszeichnungen
- 1999 Förderpreis der Stadt Wien für Wissenschaftliche Arbeiten im Umweltbereich
- 2000 Phönix Innovationspreis[1]
- 2000 Max-Kade Stipendium der Österreichischen Akademie der Wissenschaften (finanziert durch die Max-Kade Stiftung)
- 2022 Ehrendoktorwürde der Universität von Antwerpen[2]

## Funktionen
- Leiter des Forschungsbereichs Abfallwirtschaft und Ressourcenmanagement, TU Wien
- Sprecher und Koordinator des Center for Sustainable Technology, TU Wien

## Publikationen

### Veröffentlichungen in wissenschaftlichen Zeitschriften (Auswahl)
- mit T. E. Graedel, D. van Beers, M. Bertram, K. Fuse, R. B. Gordon, A. Gritsinin, A. Kapur, R. J. Klee, R. J. Lifset, L. Memon, S. Spatari und D. Vexler: Multilevel cycle of anthropogenic copper. In: Environmental Science and Technology. Band 38, 2004, Nr. 4, S. 1242–1252.
- mit R. B. Gordon, T. E. Graedel, M. Bertram, K. Fuse, R. Lifset und S. Spatari: The characterization of technological zinc cycles. In: Resources, Conservation and Recycling. Band 39, 2003, Nr. 2, S. 107–135.
- mit M. Bertram, T. E. Graedel, K. Fuse, R. Gordon, R. Lifset und S. Spatari: The copper cycles of European countries. In: Regional Environmental Change. Band 3, 2003, S. 119–127.
- mit P. H. Brunner: A new, entropy based method to support waste and resource management decisions. In: Environmental Science and Technology. Band 34, 2002, Nr. 4, S. 809–816.
- mit P. H. Brunner: Die Methode der Stoffkonzentrierungseffizienz (SKE) zur Bewertung von Stoffbilanzen in der Abfallwirtschaft. In: Hösel, Bilitewski, Schenkel, Schnurer (Hrsg.): Müll-Handbuch. Erich Schmidt Verlag, 2002, Kapitel 8506.1, S. 1–19.
- mit M. Bertram, S. Spatari und T. E. Graedel: The contemporary European copper cycle: waste management subsystem. In: Ecological Economics. Band 42, 2002, Nr. 1–2, S. 43–57.

### Bücher und Kapitel
- mit P. H. Brunner: Handbook of Material Flow Analysis: For Environmental, Resource, and Waste Engineers, Second Edition. CRC Press, Boca Raton, Florida, 2016.
- mit P. H. Brunner: Practical Handbook of Material Flow Analysis. Lewis Publishers, New York 2004.
- mit P. H. Brunner, L. S. Morf: Thermal Waste Treatment. A Necessary Element for Sustainable Waste Management. In: I. Twardowska, H. E. Allen, A. A. F. Kettrup und W. J. Lacy (Hrsg.): Solid Waste. Assessment, Monitoring and Remediation. Elsevier Ltd., Kidlington, Oxford 2004, S. 783–806.
- mit P. H. Brunner: Anthropogenic Metabolism and Environmental Legacies. In: I. Douglas (Hrsg.): Encyclopedia of Global Environmental Change, Causes and Consequences of Global Environmental Change. Band 3, Wiley, London 2002, S. 54–72.
- Entwicklung einer Methode zur Bewertung von Stoffbilanzen in der Abfallwirtschaft. Dissertation, Wiener Mitteilungen Band 158, Institut für Wassergüte und Abfallwirtschaft, TU Wien, 1999.